# 伊韋什蒂鄉 (瓦斯盧伊縣)
46°11′N 27°32′E / 46.183°N 27.533°E
伊韋什蒂鄉（羅馬尼亞語：Comuna Ivești, Vaslui），是羅馬尼亞的鄉份，位於該國東北部，由瓦斯盧伊縣負責管轄，面積34平方公里，海拔高度73米，2007年人口2,869，人口密度每平方公里85人。